# Бругеріо
Бругеріо, Бруґеріо (італ. Brugherio) — муніципалітет в Італії, у регіоні Ломбардія, провінція Монца і Бріанца.
Бругеріо розташоване на відстані близько 480 км на північний захід від Рима, 13 км на північний схід від Мілана, 5 км на південний схід від Монци.
Населення — 34 315 осіб (2014).
Щорічний фестиваль відбувається 24 серпня. Покровитель — святий Варфоломій.

## Демографія
Населення за роками:

Станом на 1 січня 2023 року в муніципалітеті офіційно проживало 3147 іноземців з 88 країн, серед них 751 громадянин країн Євросоюзу та 213 громадян України.

## Сусідні муніципалітети
- Аграте-Бріанца
- Каругате
- Чернуско-суль-Навільйо
- Колоньо-Монцезе
- Монца
- Сесто-Сан-Джованні